# Maximilianshütte (Bergen)

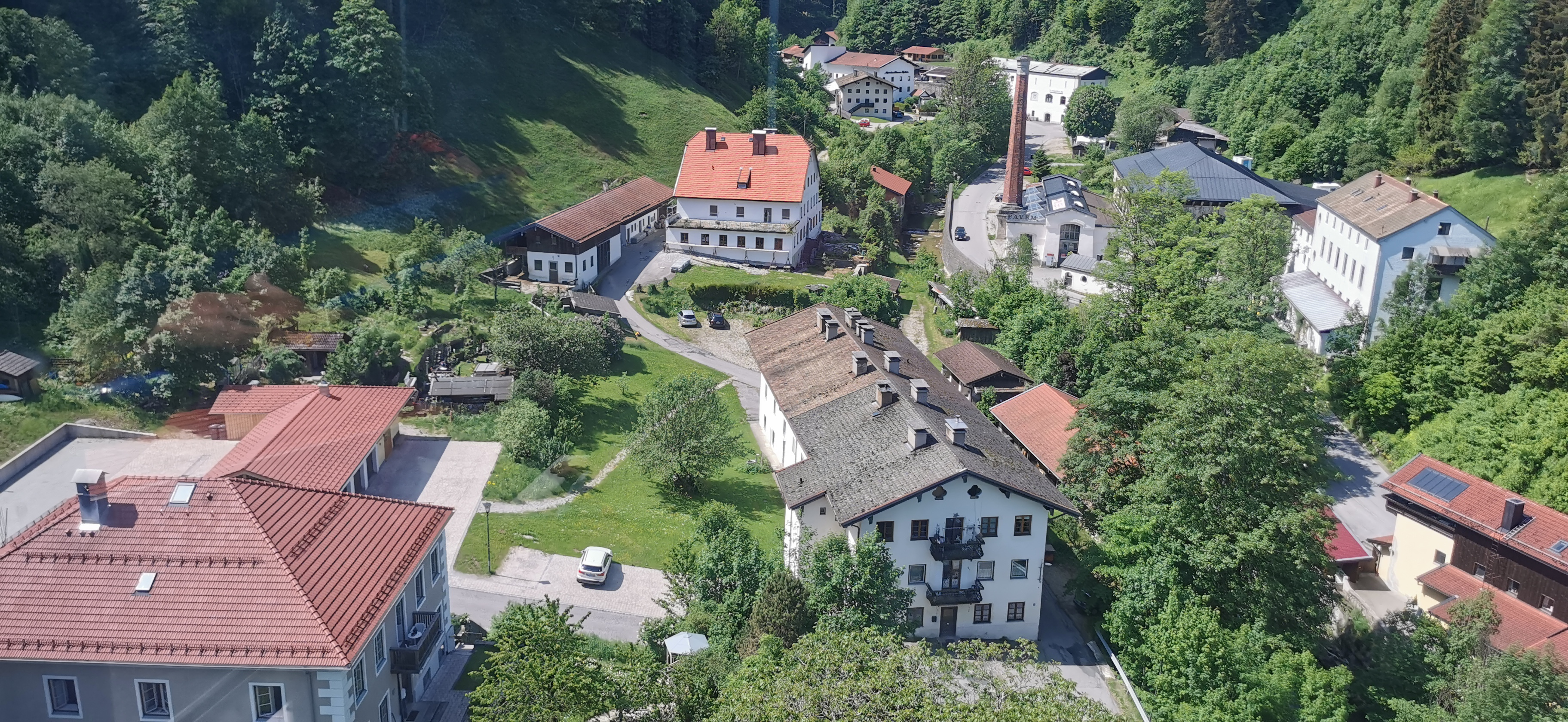
Gesamtansicht

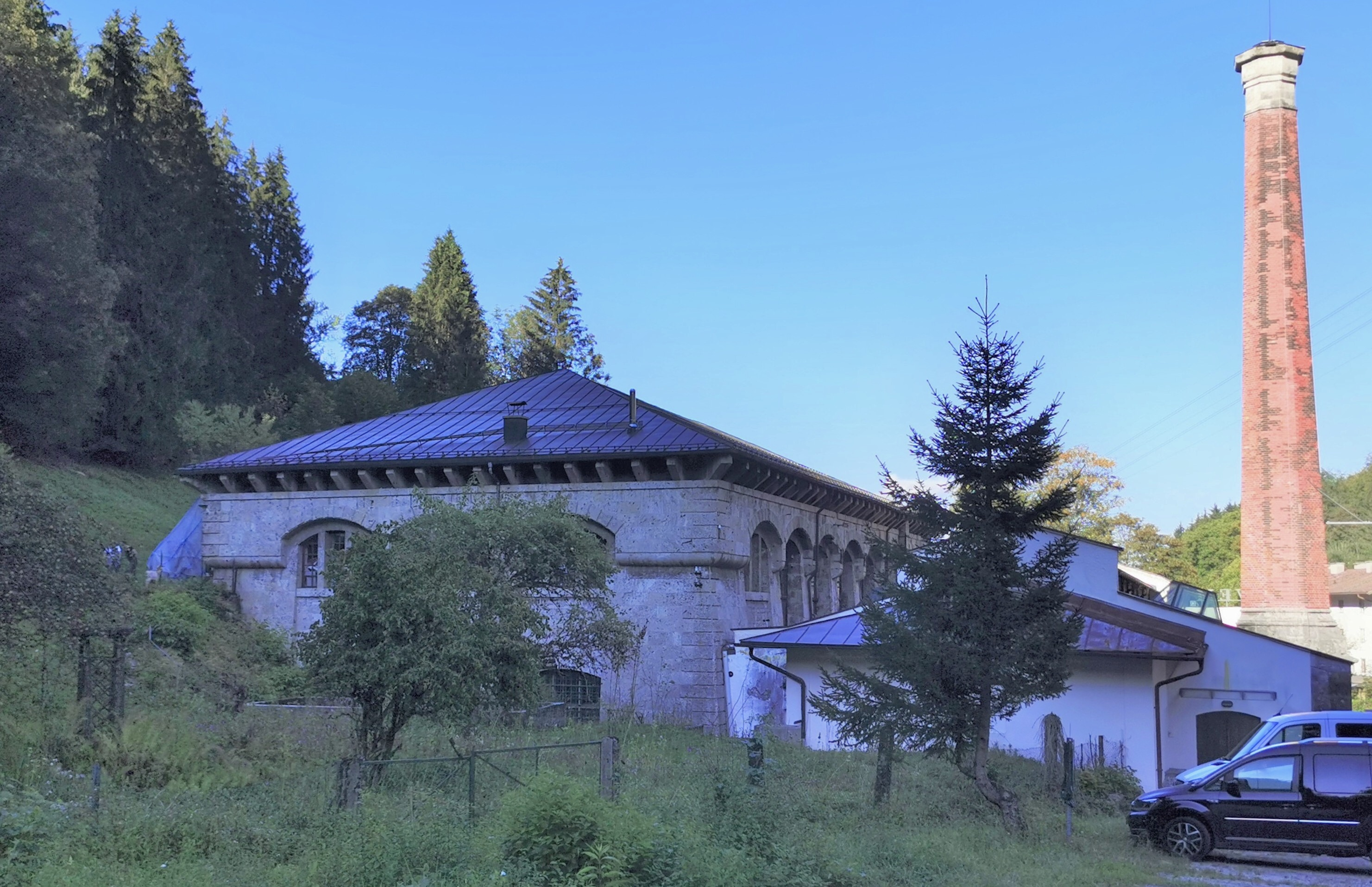
Ehem. Puddlings-Frischhütte

Die Maximilianshütte war eine Eisenhütte bzw. zuletzt Gießerei in Bergen in Bayern. Die meisten Bauwerke sind als Baudenkmäler ausgewiesen.

## Geschichte
Die Gründung erfolgte 1562 durch Pankraz von Freyberg zu Hohenaschau, wobei zunächst ein Hammerwerk am Flusslauf Weiße Ache ausgebaut wurde. Im Laufe der Jahrzehnte und Jahrhunderte entstanden Dutzende Betriebs- und Wohngebäude (darunter ein Austragshäusl und ein Badehaus). Das sich im nahen Eisenärzt befindliche Eisenbergwerk diente der Hütte bis 1881 als Rohstoffquelle. König Max I. Josef ließ die Hütte nach einem Brand 1824 wieder aufbauen. Danach erhielt die Hütte den Namen Maximilianshütte respektive Maxhütte. Nach dem Ende des Erzabbaus 1881 wurde die Hütte auf Gießerei und Maschinenbau umgestellt. Dieser Teil lief bis 1932 weiter. Mehrmals sorgten Teilzerstörungen durch Kriegseinwirkungen, Brände und Überschwemmungen für einen Stillstand bzw. Neuaufbau der Anlage.
Maximilianshütte war als Dorf bzw. Weiler ein Gemeindeteil von Bergen. Der amtliche Gemeindeteilname Maximilianshütte ist mittlerweile aufgehoben.

## Museum
2002 wurde in den Räumen der ehemaligen Puddlings-Frischhütte das Museum Maxhütte Bergen im Chiemgau eröffnet. Es wird die Geschichte des Hüttenwerkes, die Eisengewinnung und -verarbeitung, die Maschinen, die Bauwerke sowie das Leben der Hüttenleute dargestellt.

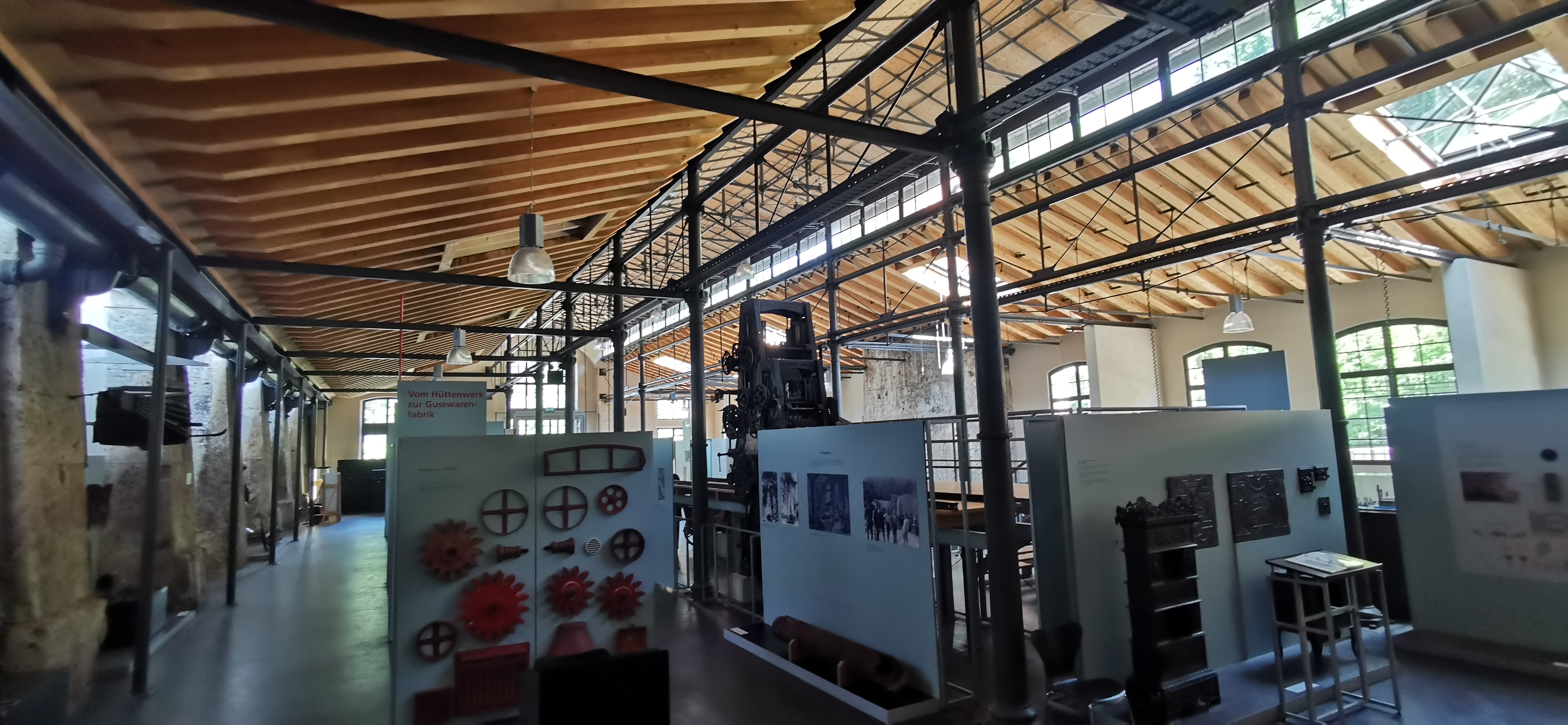

## Produkte
In der Zeit von 1881 bis 1932 wurden hier verschiedene Eisengussprodukte hergestellt, von denen solche wie Stühle und Bänke aus Gusseisen noch vielfach erhalten und im Chiemgau verbreitet sind.